# North Central Cass, Minnesota
Xã North Central Cass (tiếng Anh: North Central Cass Township) là một xã thuộc quận Cass, tiểu bang Minnesota, Hoa Kỳ. Năm 2010, dân số của xã này là 28 người.